# 蛭川将旨
蛭川 将旨（ひるかわ まさし、6月19日 - ）は、日本の男性声優、俳優。C&Oプロダクション所属。埼玉県出身。

## 出演作品

### アニメ
- 武装神姫Moon angel（研究者）
- なんくるエイサー（酷寒大帝サムザム）

### ゲーム
- 鬼武者2
- 桜花戦国 PSP 版

### ドラマCD
- 足洗邸の住人たち。11巻限定版（須美津 義鷹）
- 足洗邸の住人たち。12巻限定版（須美津 義鷹）

### ナレーション
- 八ヶ岳JAZZ STREET 04ダイジェスト
- 東京ミュージック＆メディアアーツ尚美（ラジオCM）

### 吹き替え
- ワンダーエディ

### テレビ
- 天才てれびくんMAX - 警官 役
- 時々迷々 - 真嶋新 役

### 第14帝國（真嶋新少将）
- 楠本柊生帝國元帥 カイザー・リッター「第14帝國物語～元帥がやってくるYar!Yar!Yar!～」（渋谷O-EAST） ―声のみ
- 楠本柊生帝國元帥"第14帝國"「元帥のいない日」（東京キネマ倶楽部） ―真嶋新大佐 役
- 楠本柊生帝國元帥"第14帝國"「元帥のドンとやってみよう」（東京キネマ倶楽部） ―真嶋新大佐 役
- 楠本柊生帝國元帥"第14帝國"「仁義なき元帥」 (3／19の振替公演)（東京キネマ倶楽部） ―真嶋新大佐 役
- 楠本柊生帝國元帥"第14帝國"「ライヒス・リッター 8時だョ！全員元帥」（名古屋ダイアモンドホール）―真嶋新大佐 役
- 楠本柊生帝國元帥"第14帝國"「忍者でござる」（東京キネマ倶楽部） ―真嶋新大佐 役
- 楠本柊生帝國元帥"第14帝國"「お魚になった元帥」（東京キネマ倶楽部） ―真嶋新大佐 役
- 400 STAGE記念！楠本柊生Birthdayオールナイトイベント～元帥と夢を叶えたい～（渋谷RUIDO K2）―真嶋新大佐 役
- 梶永大士Birthdayオールナイトイベント「ｉｆ～もしもDAISHIが誕生日だったら～」（渋谷RUIDO Ｋ２）―真嶋新大佐 役
- 楠本柊生帝國元帥"第14帝國"「新作だよ、おっかさん」（ラフォーレミュージアム原宿）―真嶋新少将 役
- CRUDE PLAY（原宿アストロホール） ―真嶋新少将 役
- 楠本柊生帝國元帥"第14帝國"「元帥の中日×巨人戦」（ラフォーレミュージアム原宿）―真嶋新少将 役
- 楠本柊生帝國元帥"第14帝國"「元帥の耳はロバの耳」（ラフォーレミュージアム原宿）―真嶋新少将 役
- 楠本柊生帝國元帥"第14帝國"「となりの元帥」（ラフォーレミュージアム原宿）―真嶋新少将 役
- 楠本柊生帝國元帥"第14帝國"「8時だヨ！全員元帥」（ラフォーレミュージアム原宿）―真嶋新少将 役
- 楠本柊生帝國元帥"第14帝國"「元帥がやってくるYar!Yar!Yar!」（ラフォーレミュージアム原宿）―真嶋新少将 役
- 楠本柊生帝國元帥"第14帝國"「忍者でござる」（ラフォーレミュージアム原宿）―真嶋新少将 役
- ART POP ENTERTAINMENT PRESENTS リバイバル公演シリーズ第二弾！！ ハッピーバースデー理事長！！そして白学最終公演、、、白塗り学園2013～理事長と魔法の絵本～（渋谷O-WEST）―真嶋新少将 役
- 楠本柊生帝國元帥"第14帝國"「第14帝國1013臣民祭」全員最敬礼っ！～すべては柊生元帥のために～（ラフォーレミュージアム原宿） ―真嶋新少将 役
- 楠本柊生帝國元帥"第14帝國"「第14帝國1013臣民祭」全員再訓練っ！～すべては臣民諸君のために～（ラフォーレミュージアム原宿） ―真嶋新少将 役
- 楠本柊生帝國元帥"第14帝國"メジャーデビュー Movie Project 第１弾「お魚になった元帥」（ラフォーレミュージアム原宿） ―真嶋新少将 役
- ZERO-tension Vol.05 HYPER CUSTOM（渋谷O-WEST）―真嶋新少将 役
- 究極のコラボレーション企画 第14帝國 vs 劇団雑魚鍋～元帥の玉子焼き～（阿倍野ROCK TOWN）―真嶋新少将 役
- 究極のコラボレーション企画 第14帝國 vs 劇団雑魚鍋～元帥の玉子焼き～（金沢AZ）―真嶋新少将 役
- 楠本柊生帝國元帥“第14帝國”「元帥のいない日」（新宿MARZ）――真嶋新中将 役
- リッターのおいしいレストラン（新宿MARZ）―真嶋新中将 役
- 究極のコラボレーション企画 第14帝國 vs 劇団雑魚鍋～元帥の玉子焼き～（表参道GROUND）―真嶋新中将 役
- 楠本柊生帝國元帥“第14帝國”「元帥のドンとやってみよう」（新宿MARZ）―真嶋新中将 役
- リッターのおいしいレストラン（新宿MARZ）―真嶋新中将 役
- 元帥よりの指令＆30分だけ見せますDVD公開試写＆赤髪二人芝居「相棒」（渋谷DESEO）―真嶋役（2013年）
- 第14帝國イベント（新宿MARZ）―真嶋新中将 役（2013年）
- 第14帝國イベント「ときめけ！帝國メモリアル」（新宿MARZ）――真嶋新中将 役（2013年）
- 楠本柊生帝國元帥“第14帝國”「3年B組 楠本先生」（新宿MARZ）―真嶋新中将 役（2013年）
- リッターのおいしいレストラン（新宿MARZ）―真嶋新中将 役（2013年）
- 黒崎大佐の一番赤い日（池袋LIVE in ROSA）―真嶋新中将 役（2013年）
- 楠本柊生帝國元帥“第14帝國” Movie Project 第２弾「ライヒス・リッターVol.28 新作だよ、おっかさん」（名古屋ダイアモンドホール）―真嶋新少将 役（2014年）
- ライブイベント帝都神風倶楽部第壱話「進メ！帝都神風倶楽部！」（西川口Hearts）―真嶋新少将 役（2014年）

### その他舞台
- 演劇集団柴田組 「悪気はないっ！」
- 劇団らふ  「あやに…」
- WANDELUNG vol.6.0 日本演出者協会主催若手演出家コンクール2004第2次審査　優秀賞受賞作品　「ヒミツキッチン★」
- WANDELUNG vol.6.9 日本演出者協会主催若手演出家コンクール2004最終選考会　観客賞受賞作品「オハコ△▼ロック♪」
- WANDELUNG vol.6.9 日本演出者協会主催若手演出家コンクール2004最終選考会　観客賞受賞作品「オハコ△▼ロック♪」再演
- WANDELUNG vol.7.77 テアトロ新人戯曲賞受賞作品 ｢シーチキンパラダイス◎｣
- 劇団各駅停車 「このみず、うみこえて」
- 銀色金魚 「西暦0001年、ジーザス・プロジェクト」劇団サイト参照
- 劇団彗星倶楽部 「プラストニック・ラブ」
- 劇団kanikuso 「ここは幕張、埋立地」
- OFFICE FORCE 「てふてふ」劇団サイト参照
- 座◎葉隠 「神威」
- 脱線劇団PAGE ONEパートⅡ「 金田二さ～ん あんたが来ると、また 事件ですよ～!!」
- on the rocks 「ヴェニスの商人」
- 脱線劇団PAGE ONEパートⅡ ｢駅前藩お家騒動を、一殺五百両にて決着つけまつる。人呼んで、こずれぇ～狼」
- 畳一畳もよおし屋第七回公演 落語芝居 演目三本立て「犬の目 時そば 饅頭怖い」
- 脱線劇団PAGE ONEパートⅡ「温暖化怪獣オカラ」
- 座◎葉隠 「大江戸闇稼業」
- 劇団彗星倶楽部 「デイトレーダー」
- 東京探偵団「PI～つかこうへい熱海殺人事件より～」（2012年6月15日-17日、高田馬場ラビネスト）